# アーティック (路面電車車両)
アーティック（Artic）は、フィンランドの鉄道車両メーカーであるトランステックが開発した路面電車車両（超低床電車）。2015年以降はトランステックがシュコダ・トランスポーテーションの子会社（シュコダ・トランステック）になった事でブランド名がフォアシティ・スマート（Forcity Smart）に変更されている。

## 概要
急勾配や急カープを有する路面電車路線向けに開発された車両で、小径台車を使った車軸付きボギー台車を用いる事で車内低床率の向上とメンテナンスコスト削減を両立させている。台車の配置は重量バランスを考慮した設計となっており、3段式サスペンションシステムと併せて車軸の摩耗や騒音の減少などの効果がもたらされる。各台車は全軸駆動方式で、制動装置には回生ブレーキが用いられる。車内は通常の座席に加え、折り畳み座席を収納する事で車椅子やベビーカーを設置する事が可能なフリースペースが存在する。使用路線の需要に応じ、編成（単車、連接車）や車幅を自由に選択する事が出来るが、2019年現在各都市に導入されているのは連接車のみである。

## ヘルシンキ（ヘルシンキ市電）

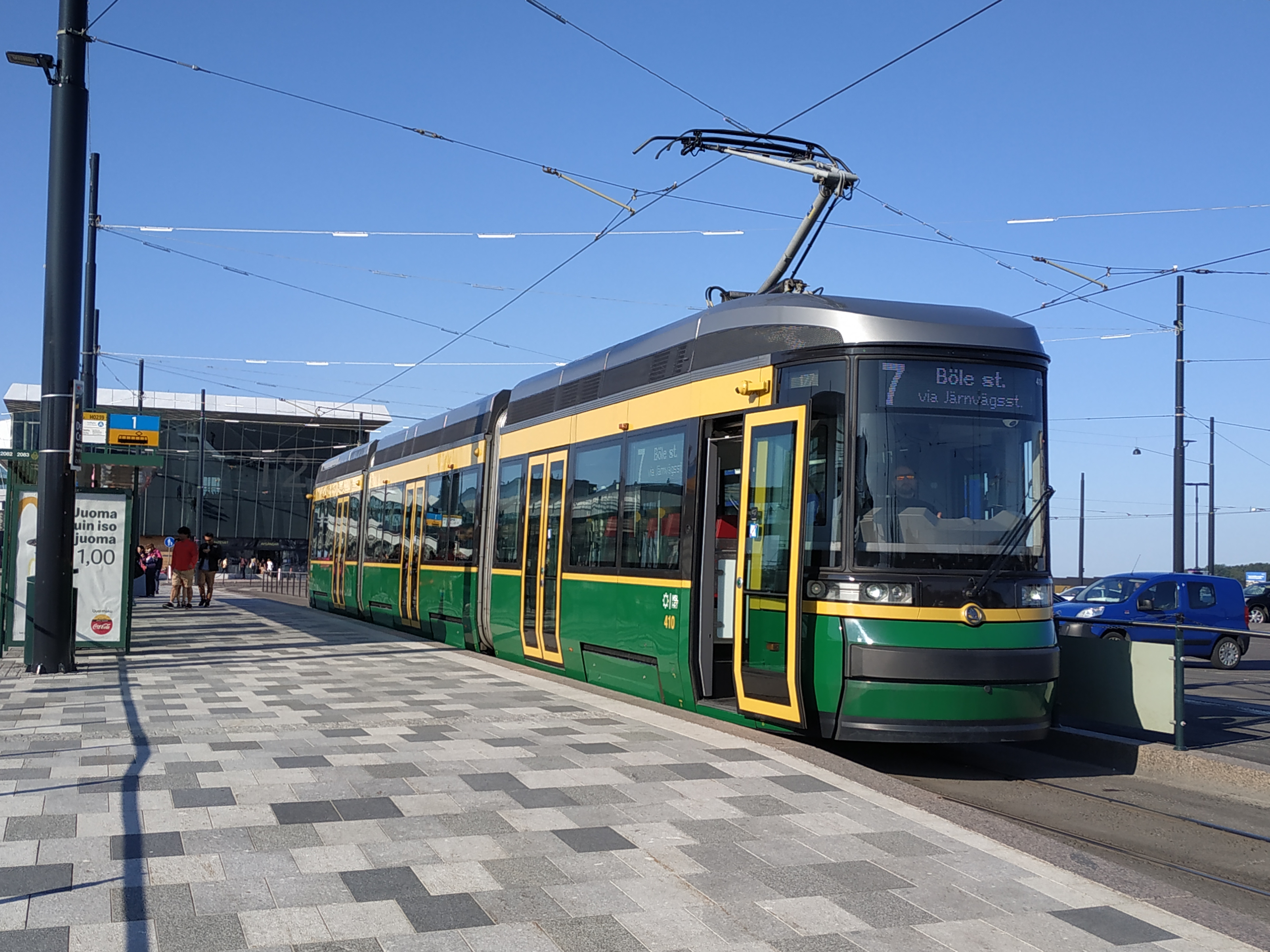
ヘルシンキ市電 400形

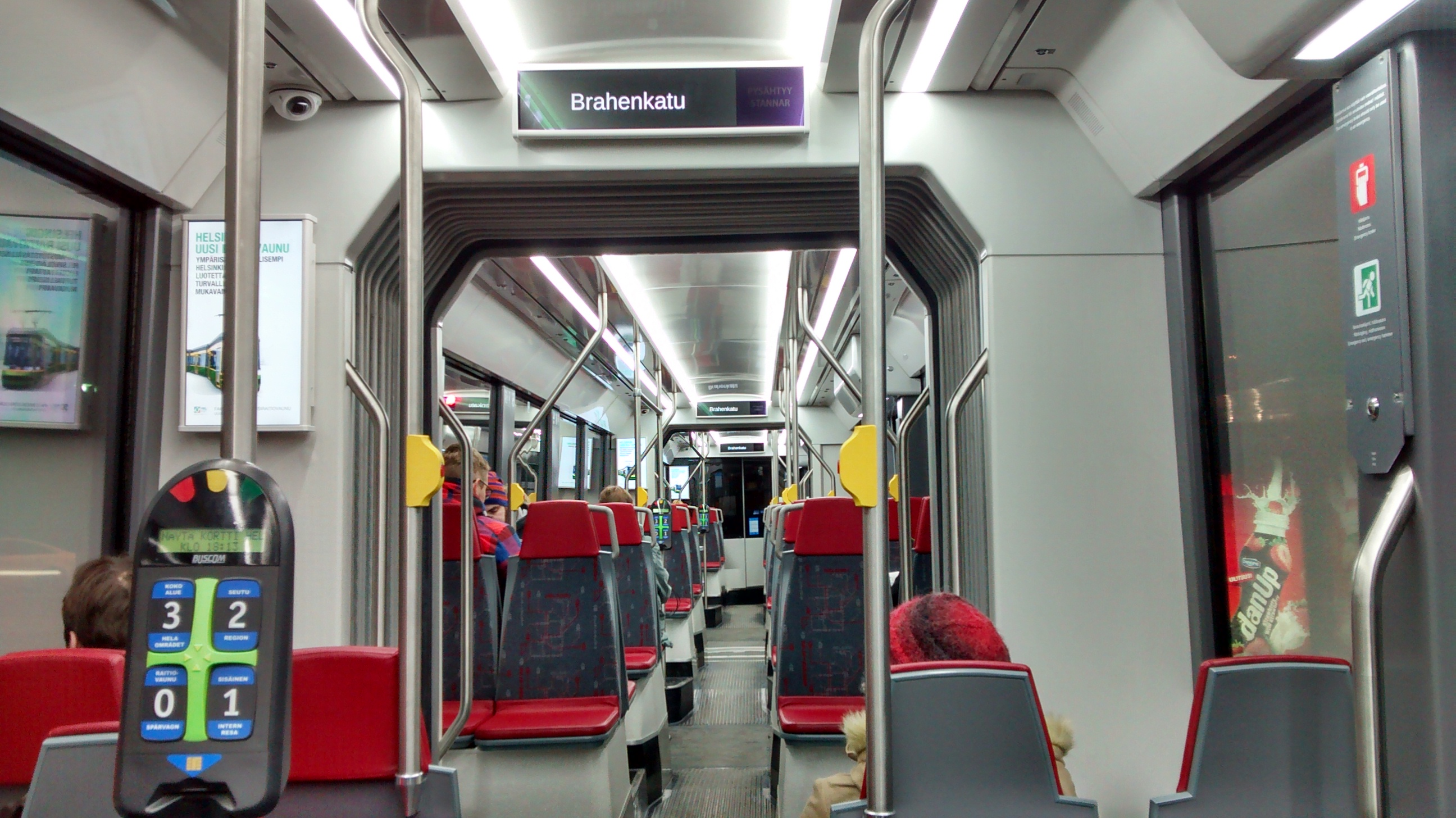
車内

### 概要
2010年12月2日、フィンランド・ヘルシンキで公共交通機関を運営するヘルシンキ市交通局（HKL）は、ヘルシンキ市電向けの新型超低床電車をトランステックから受注する事を決定した。編成は片運転台式の3車体連接車で、車体のデザインはHKLが指名したデザイナーと共に調整された。
ヘルシンキは夏季は摂氏30℃以上、冬季は-30℃以下と気温の変動が大きく、更に湿度の高い海風に含まれる塩分や砂により腐食が進みやすい環境である。そのため構体や台枠は断熱性・耐腐食性を考慮に入れた材料を用い、塗料についてもプライマーに亜鉛エポキシ塗料を採用する事で湿度を抑え、更に仕上げ塗装後に保護スプレーによるコーディングを行う事で耐腐食性を高める他、摩耗や破損を防ぐ効果を得ている。また乗降扉は雪や氷による詰まりを防ぐよう設計がなされている。
台車は全軸駆動方式を採用し、電動機は各台車の側梁に2基搭載されている。回転可能な車軸付きボギー台車を備えた100％超低床電車が狭軌の路面電車に導入されたのはこれが初の事例である。制動装置である回生ブレーキから回収したエネルギーは車内の暖房に用いられる。
最初の編成は2013年6月13日にヘルシンキ市電の車庫に到着し、同年11月に導入された第2編成も含め、試験運転も兼ねた営業運転に用いられた。その結果を受け、2015年から量産車の導入が開始された。以降は2016年、2018年の2度に渡る追加発注が実施され、2019年までに70編成（401-470）が揃う予定となっている。

### 諸元
| 形式  | 製造年   | 総数            | 軌間                 | 編成                          | 運転台   | 台車数          | 備考・参考 |
| ----- | -------- | --------------- | -------------------- | ----------------------------- | -------- | --------------- | ---------- |
| 400形 | 2009-19  | 70編成(401-470) | 1,000mm              | 3車体連接車                   | 片運転台 | 4基（動力台車） | [ 11 ]     |
| 400形 | 全長     | 全幅            | 全高                 | 床面高さ                      | 低床率   | 車輪経          | 軸距       |
| 400形 | 27,600mm | 2,400mm         | 3,830mm (集電装置含) | 520mm(車内) 360mm(乗降扉付近) | 100%     | 680mm           | 1,700mm    |
| 400形 | 重量     | 設計最高速度    | 着席定員             | 折り畳み座席定員              | 立席定員 | 電動機出力      | 編成出力   |
| 400形 | 41.6t    | 80km/h          | 74人                 | 14人                          | 125人    | 65kw            | 400kw      |

## シェーンアイヘ、リューダースドルフ

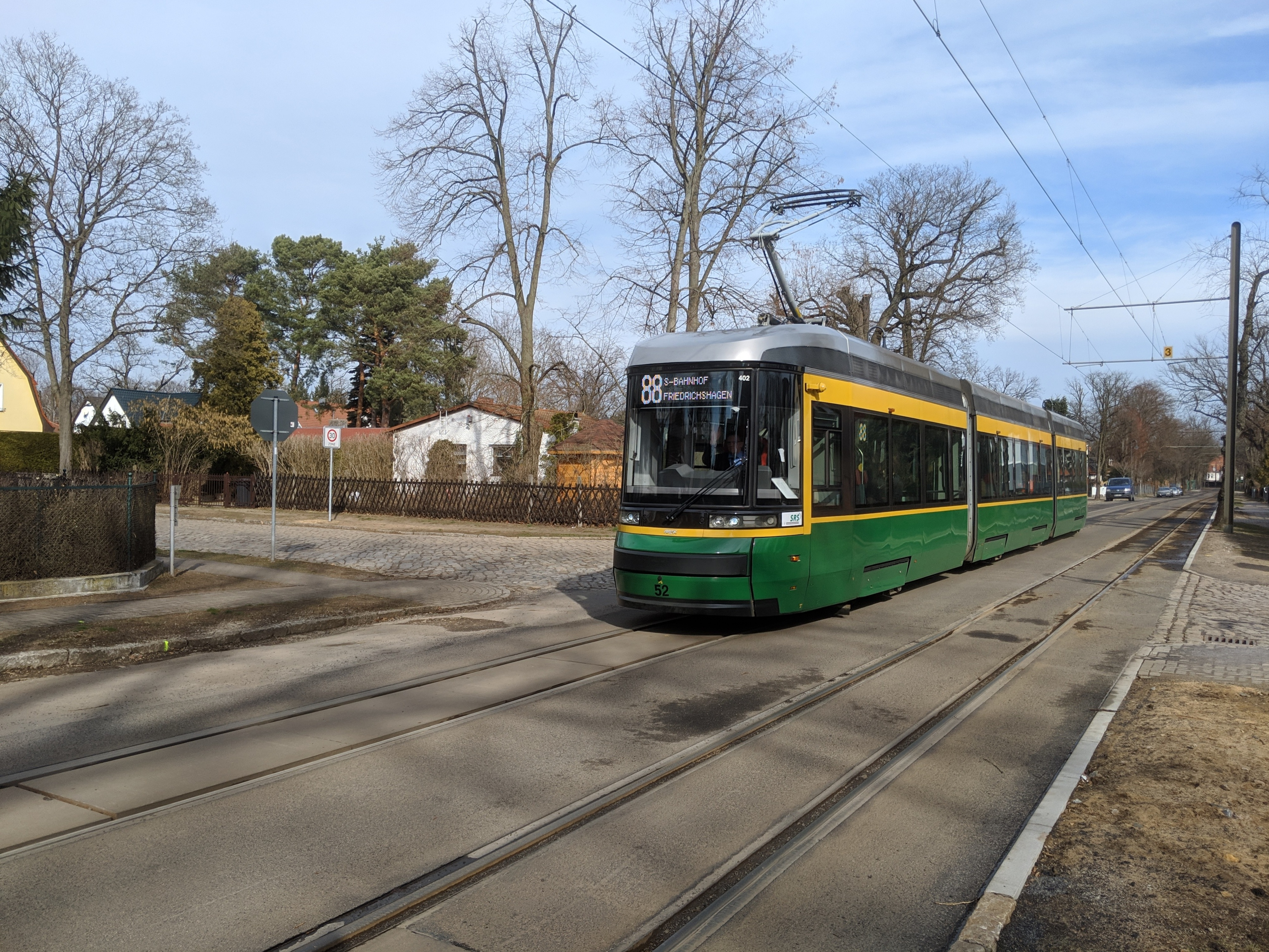
シェーンアイヘ/リューダースドルフ軌道

ドイツ・ベルリン東部を走る路面電車路線であるシェーンアイヘ/リューダースドルフ軌道は、2018年10月25日にシュコダ・トランステックとの間にフォアシティ・スマートを3編成を導入する契約を交わした。最初に導入された2編成についてはヘルシンキ市電から譲受された試作車（401・402）である一方、もう1編成はシェーンアイヘ/リューダースドルフ軌道に導入される車両としては91年ぶりの新造車両となり、2020年春から営業運転を開始している。

## ヘルシンキ、エスポー（ヨケリ・ライトレール）

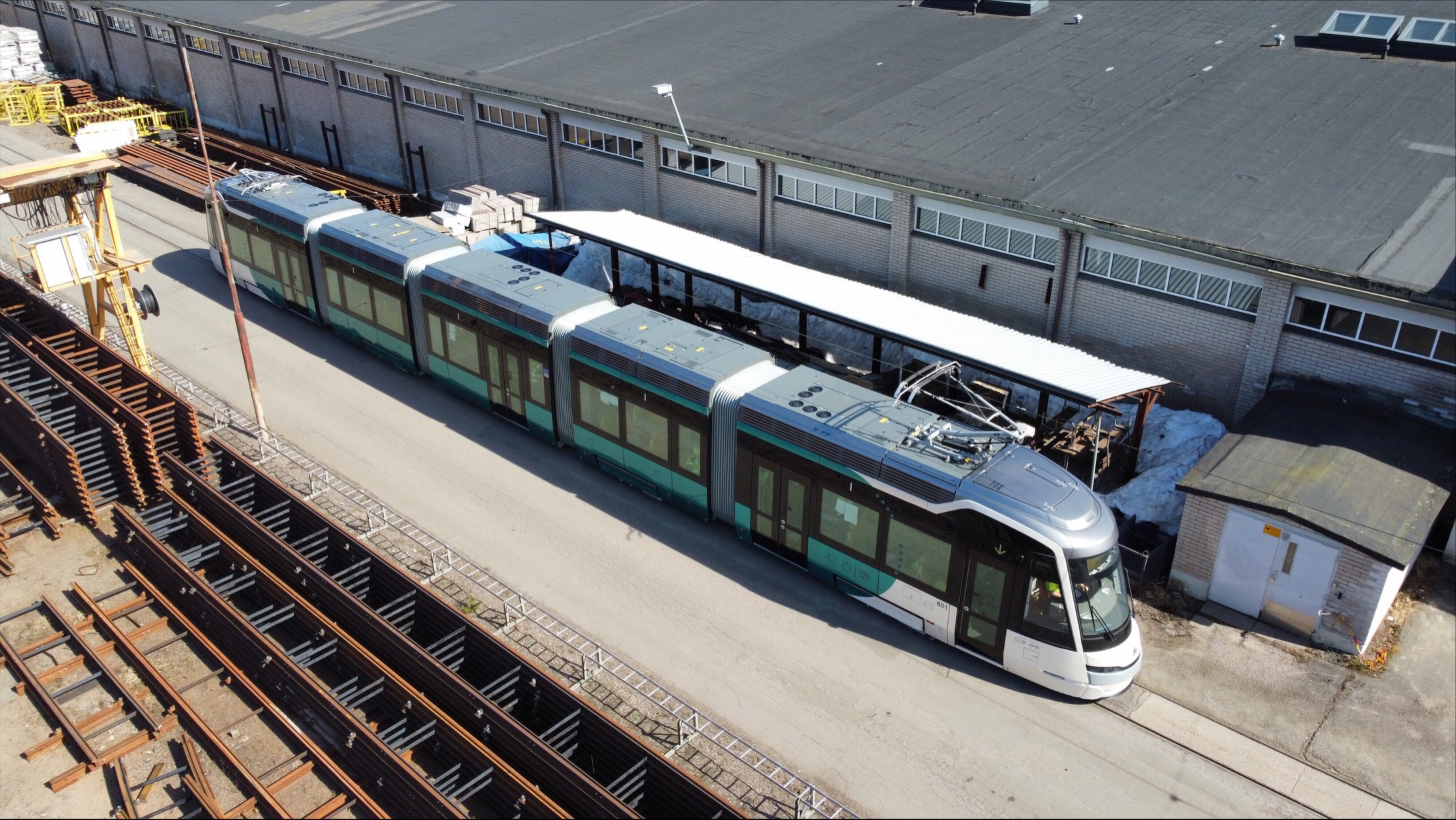
ヨケリ・ライトレール

ヨケリ・ライトレール（フィンランド語: Raide-Jokeri）は、幹線バスの混雑解消を目的にヘルシンキのイタケスクスとエスポーのケイラニエミの間に建設された全長25 kmのライトレール路線である。2016年、このライトレール路線向けにフォアシティ・スマートの発注が行われたが、ヘルシンキ市電向けの車両と異なり中央に台車がないフローティング車体を挟んだ両運転台式の5車体連接車となっており、車体のデザインも流線形の前面を始め大きく変化している。
2023年10月に開通して以降も製造が続いており、2024年までに合計29編成（601 - 629）が導入される事になっている。

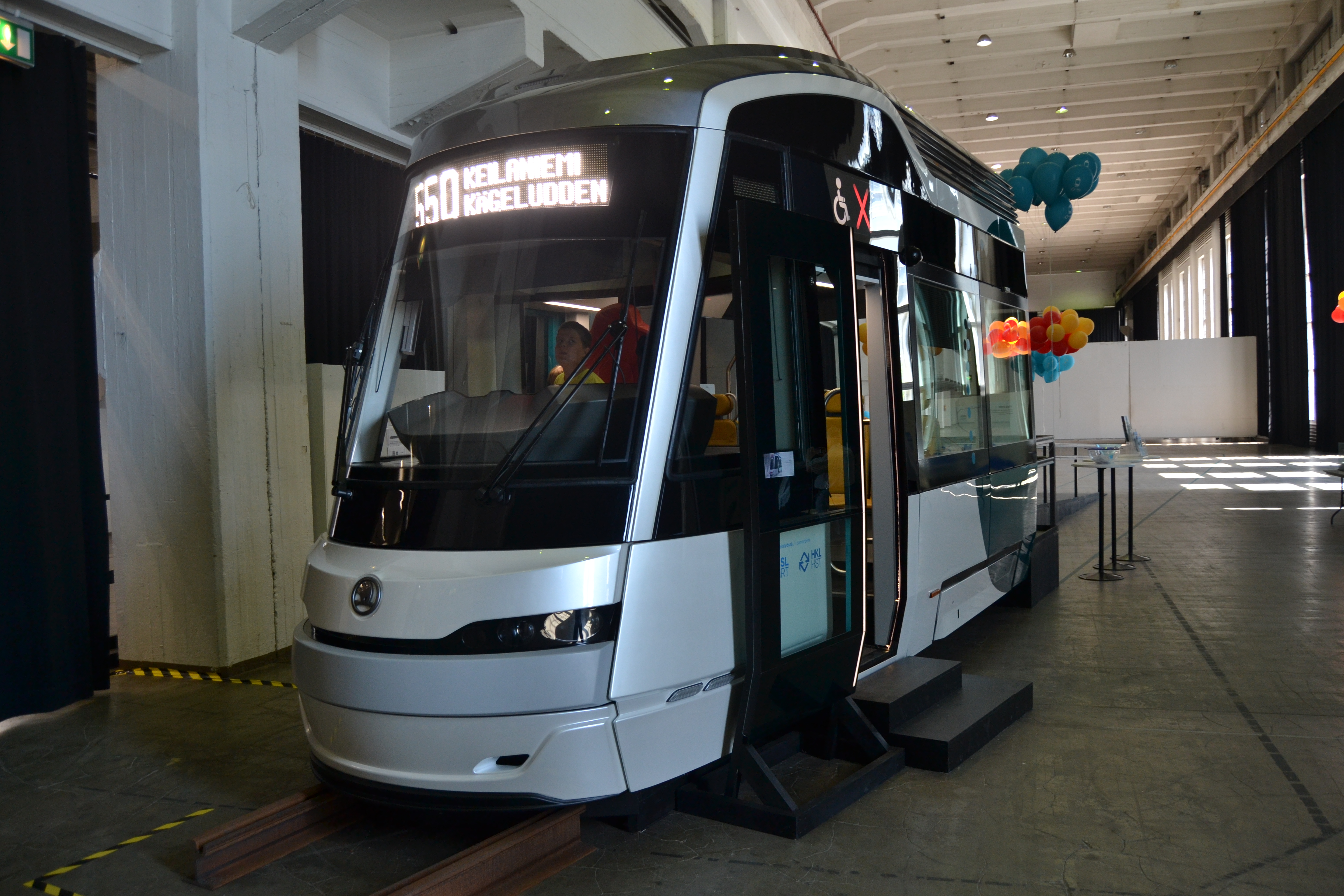
前面モックアップ
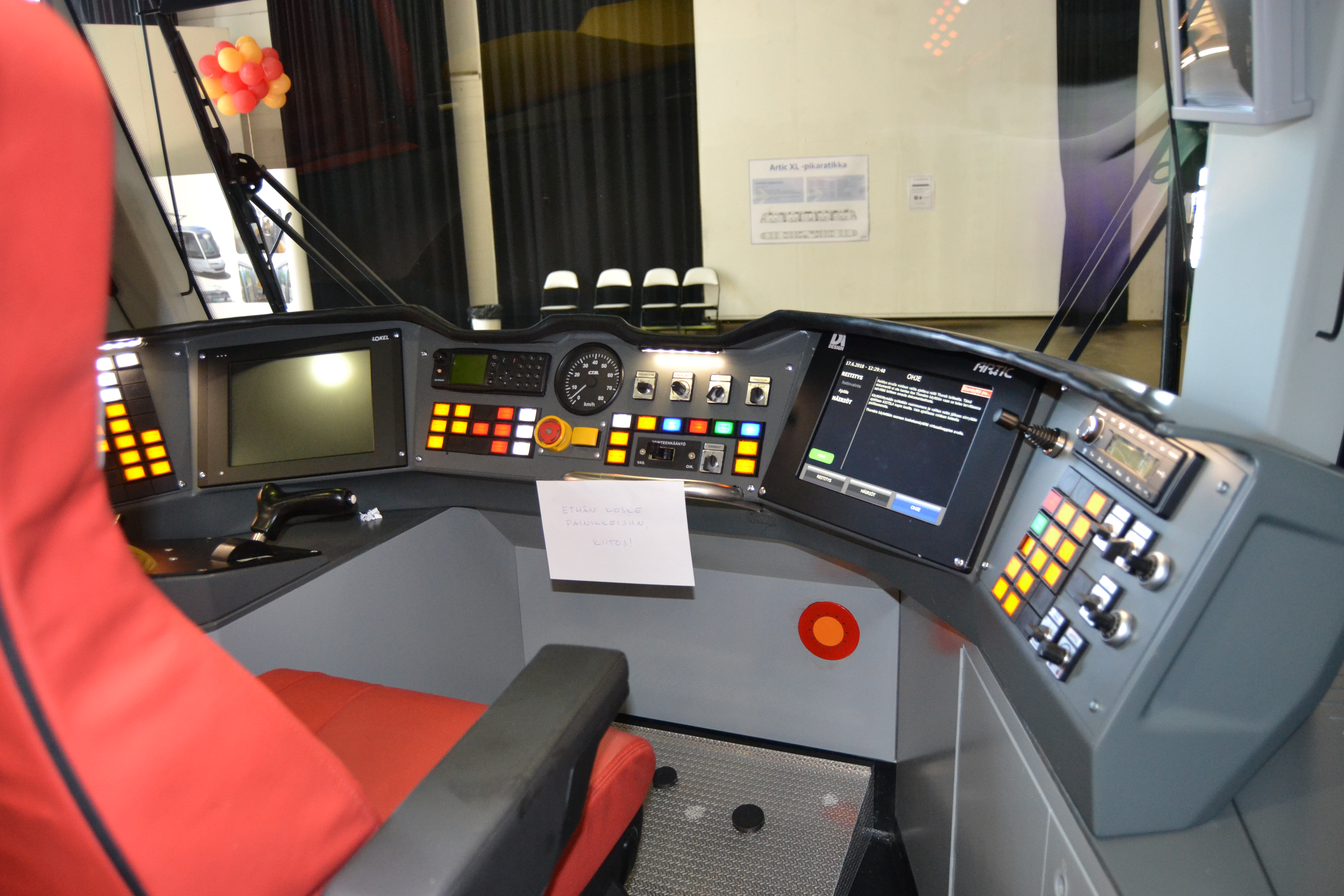
運転台

## タンペレ

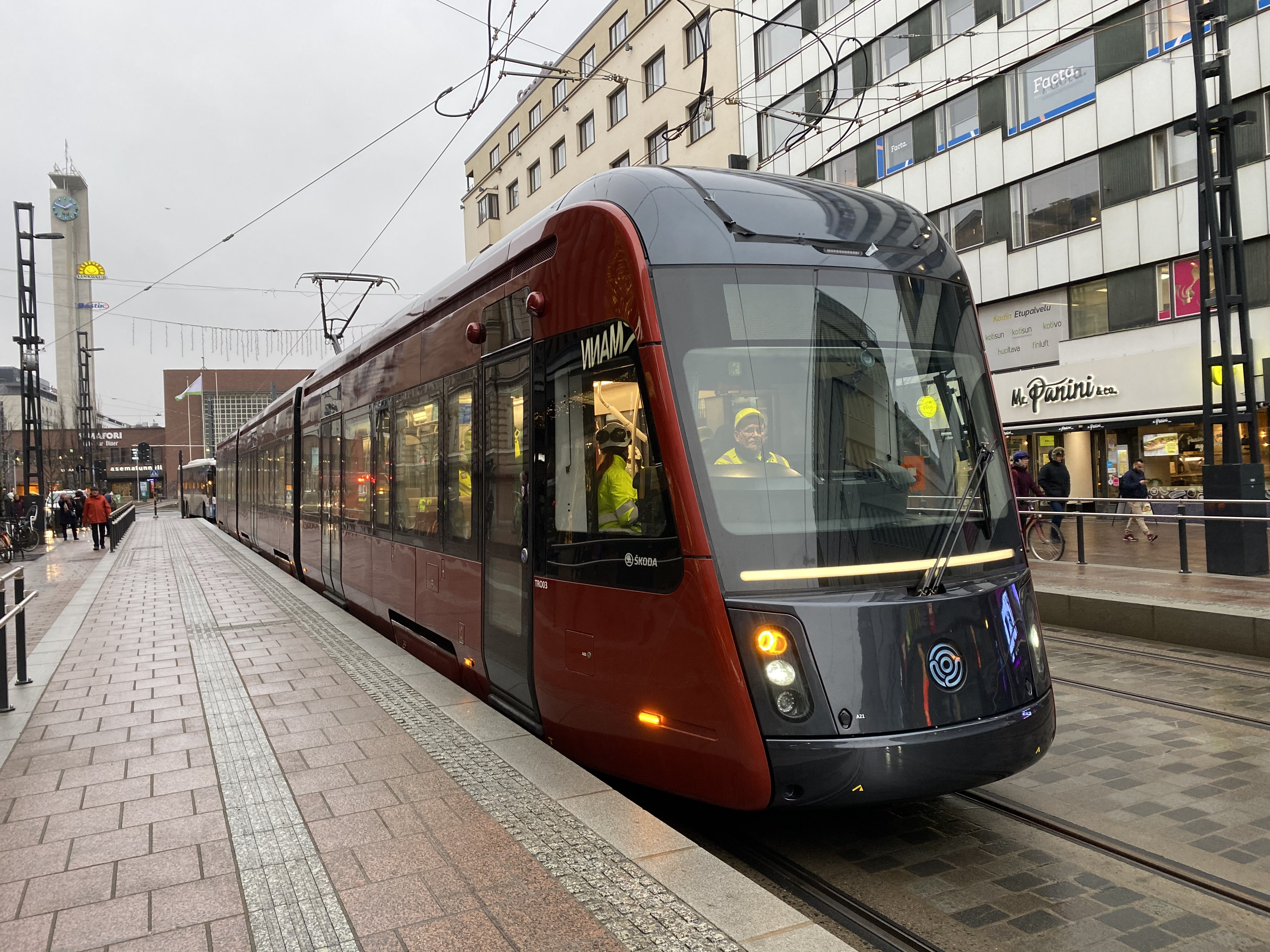
タンペレ・ライトレール
（2020年撮影）

2021年8月に2路線が開通した、フィンランドの都市・タンペレのライトレールであるタンペレ・ライトレールには、3車体連接式の「アーティック X34（Artic X34）」が導入されている。定員は251人（乗客密度4人/m2時）で、中間車体を1車体追加することで定員数を345人まで増やす事も可能であり、利用客の増加に対応する形で2025年以降4車体連接車への改造が実施される事になっている。開通に合わせて20編成が導入された他、以降も路線延伸に合わせた増備が予定されている。

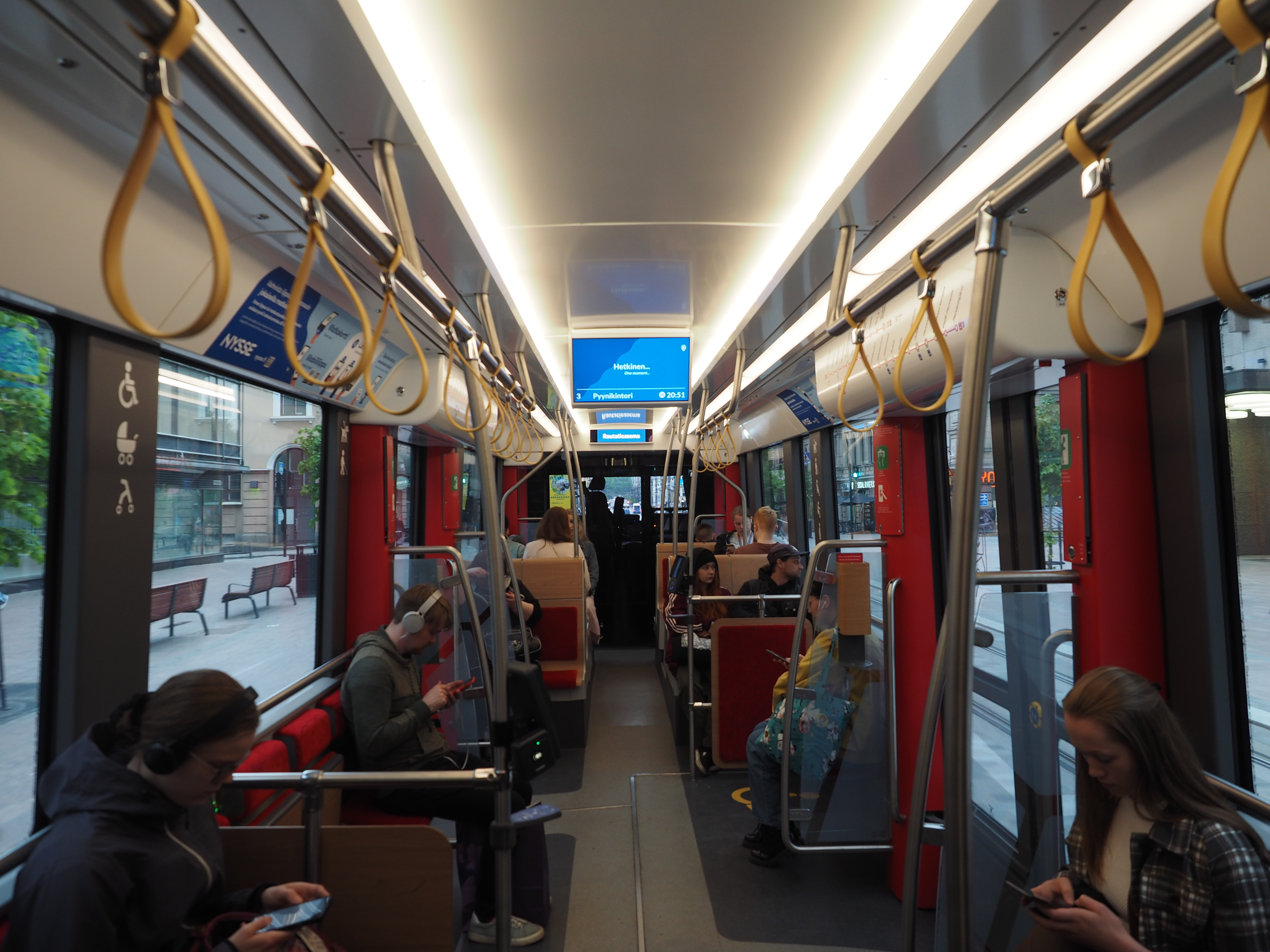
車内
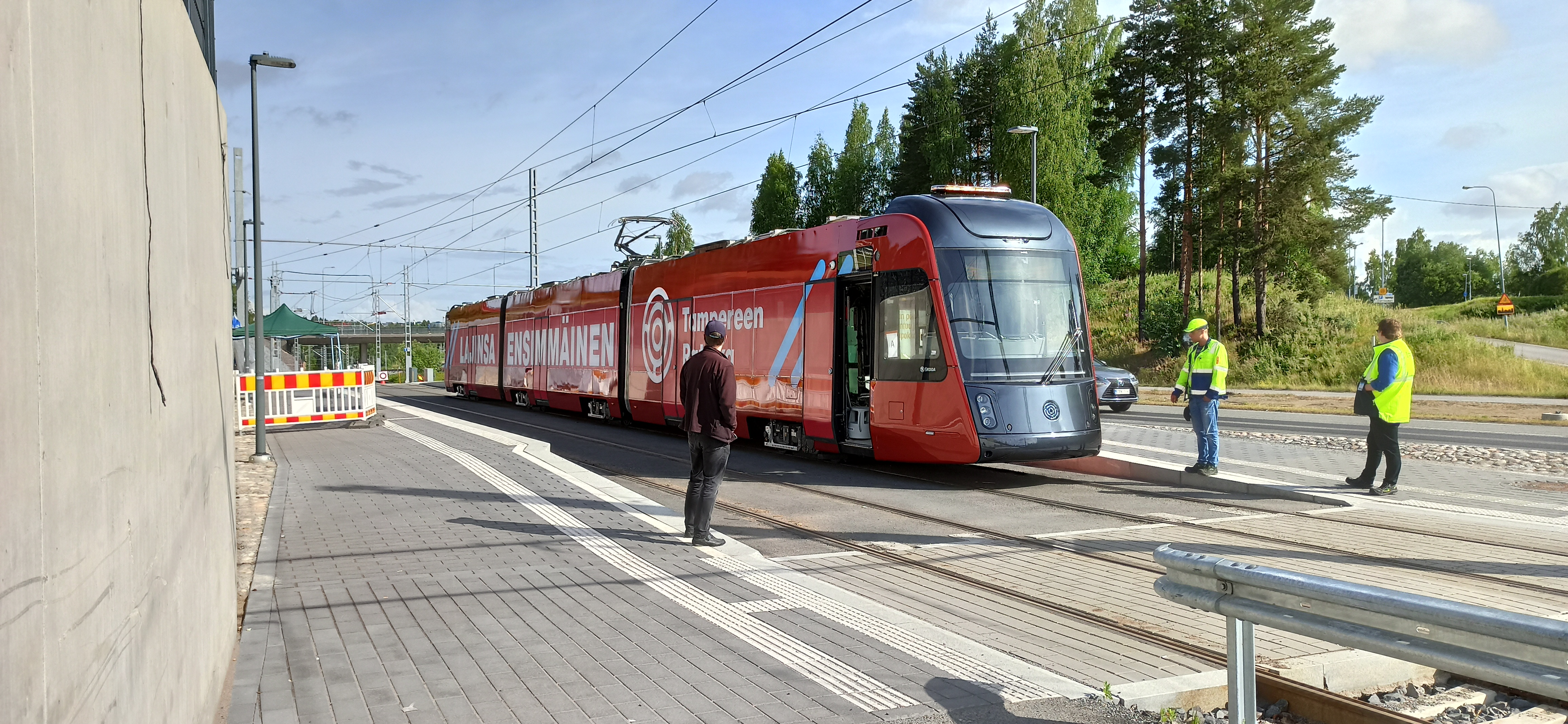
開通に向けた試運転（2020年撮影）

## ライン＝ネッカー郡

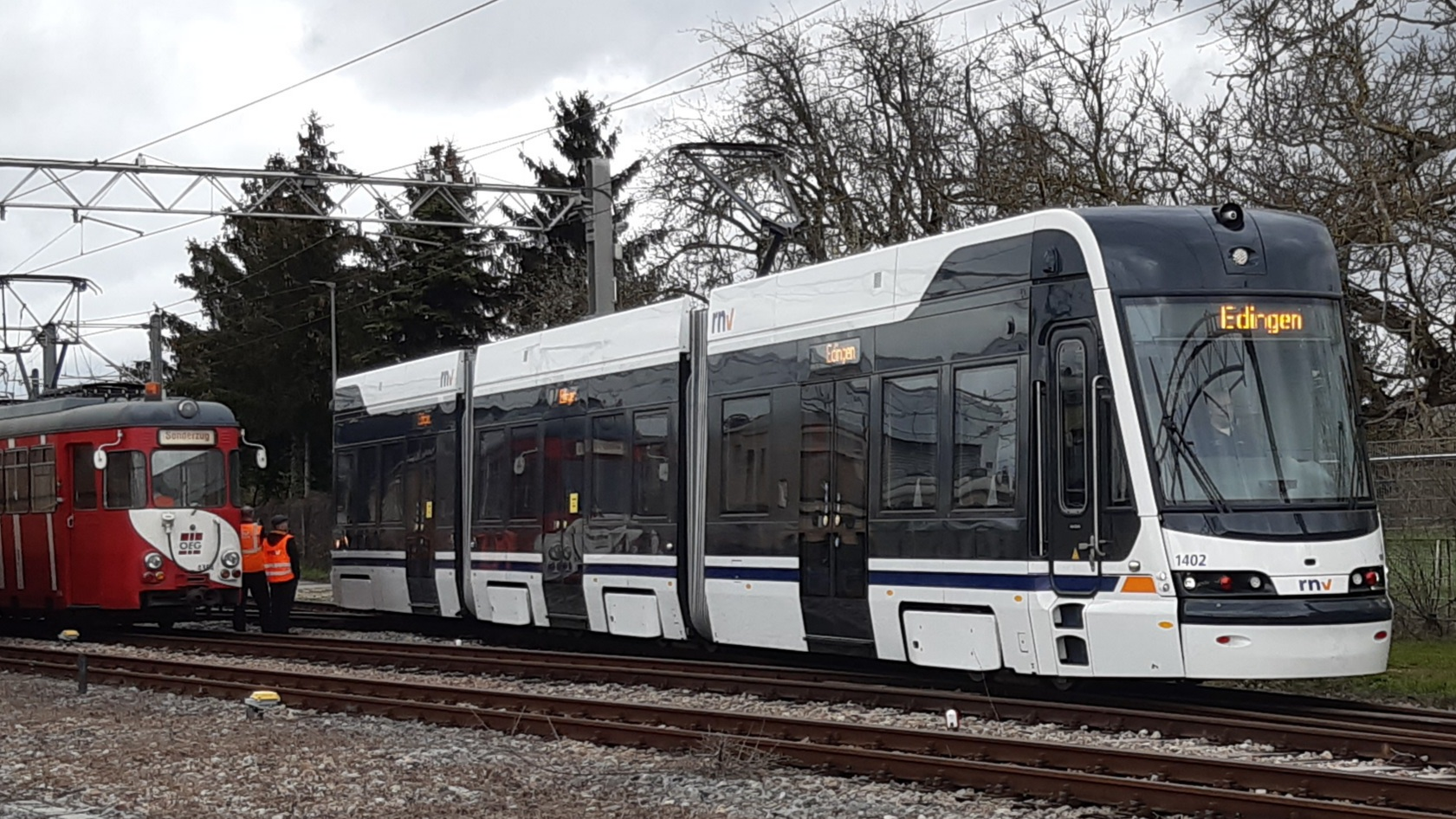
ライン＝ネッカー交通
（シュコダ36T）

ドイツのライン＝ネッカー郡（ハイデルベルク、マンハイム、ルートヴィヒスハーフェン等）で路面電車を始めとする公共交通機関を運営するライン＝ネッカー交通は、2018年にシュコダ・トランスポーテーションとの間にフォアシティ・スマートを導入する契約を結んだ。オプション分を除いた編成数は80編成で、内訳は3車体連接車・31編成、4車体連接車・37編成、6車体連接車・12編成で、シュコダの本社があるチェコ国外への路面電車輸出案件としては最大規模の受注となる。また、6車体連接車については全長60 mを予定しており、路面電車用車両としては1両単位では世界で最も長い車両となる。最初の編成は早ければ2021年には営業運転を開始し、2028年までに全車の製造が完了する予定となっている。

## オストラヴァ

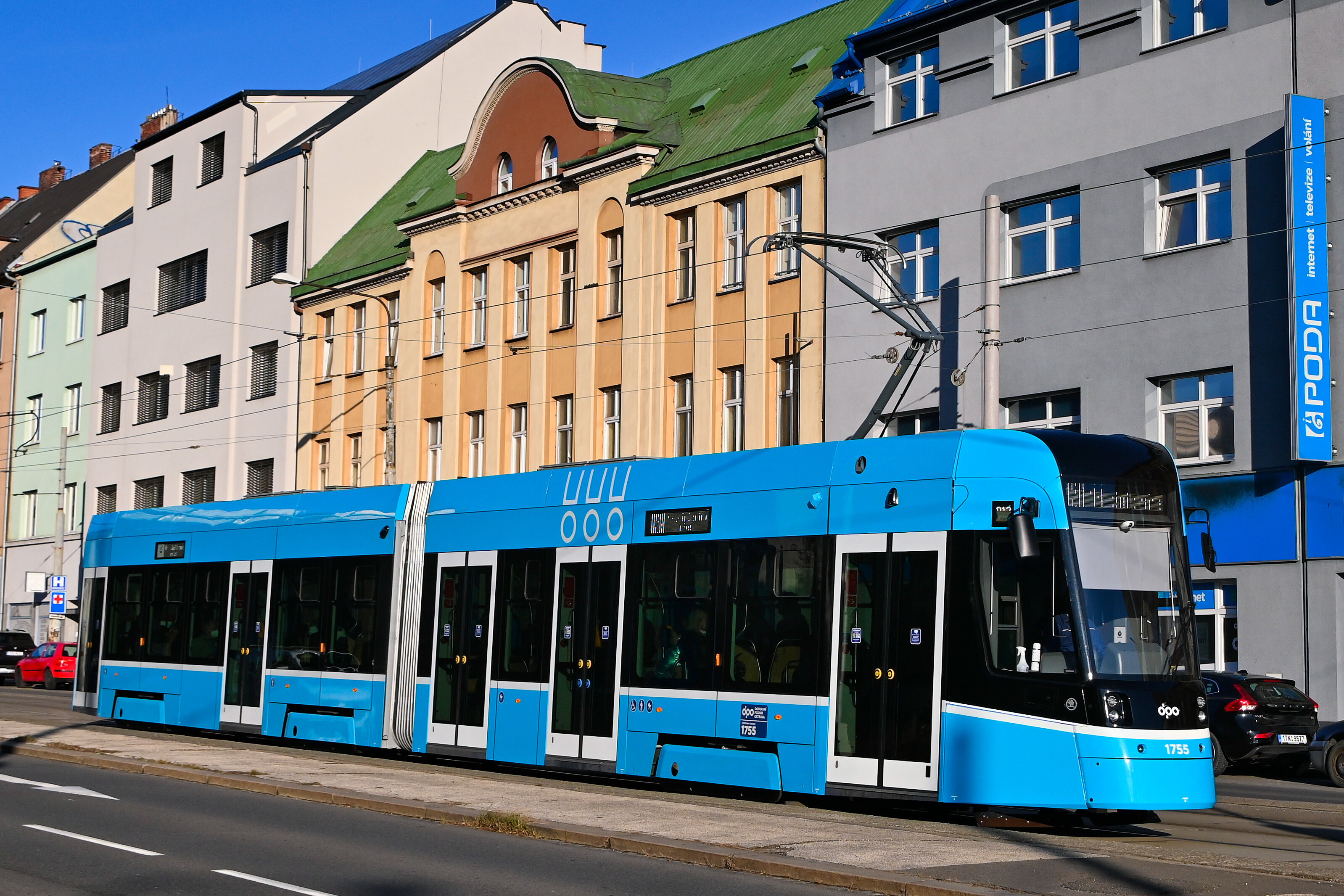
オストラヴァ市電

チェコ・オストラヴァの路面電車であるオストラヴァ市電には、老朽化が進んだ旧型電車（タトラT3、タトラT6A5）に代わる車両として2021年以降2車体連接式のシュコダ39Tが導入されている。定員は旧型電車による連結運転時に匹敵する172人で、車内には監視カメラや空調装置、USBソケットが設置される他、Wi-Fi通信にも対応する。

## プルゼニ

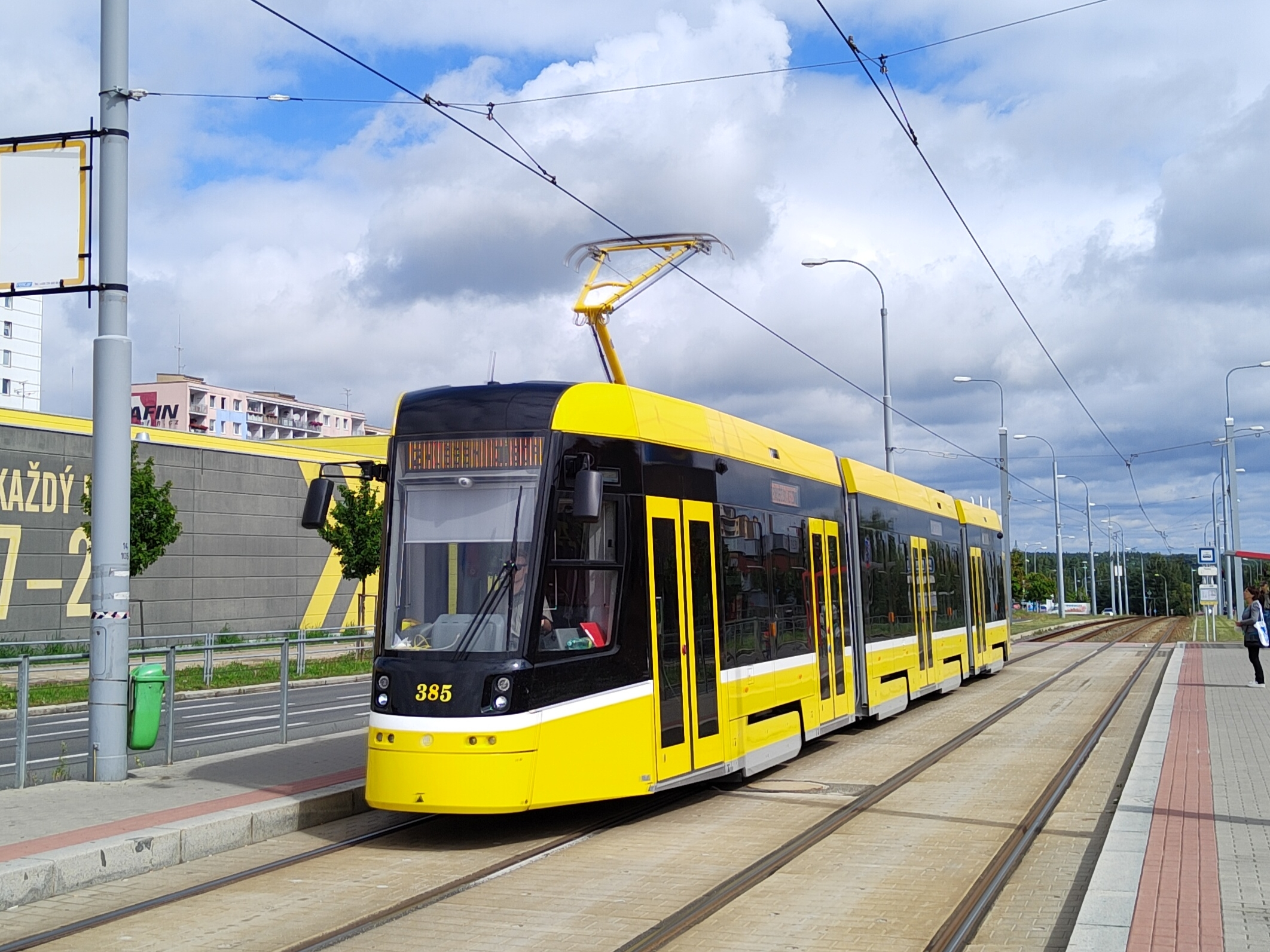
プルゼニ市電

2018年、チェコ・プルゼニのプルゼニ市交通会社（PDMP）は、プルゼニ市電の新型車両として、急勾配や急カーブが多数存在する市電の線形に適したフォアシティ・スマートを導入する事を決定した。編成は両運転台式の3車体連接車で、最新の安全基準に準拠した強度や耐衝撃性を備えた車体を有する他、オストラヴァ市電向け車両と同様に監視カメラや空調装置が搭載される。22編成が導入される予定となっており、全編成が揃うとプルゼニ市電の超低床電車の数は全所有車両の86％に増加する。このプルゼニ向けの車両には40Tと言う形式名が付けられている。

## ボン

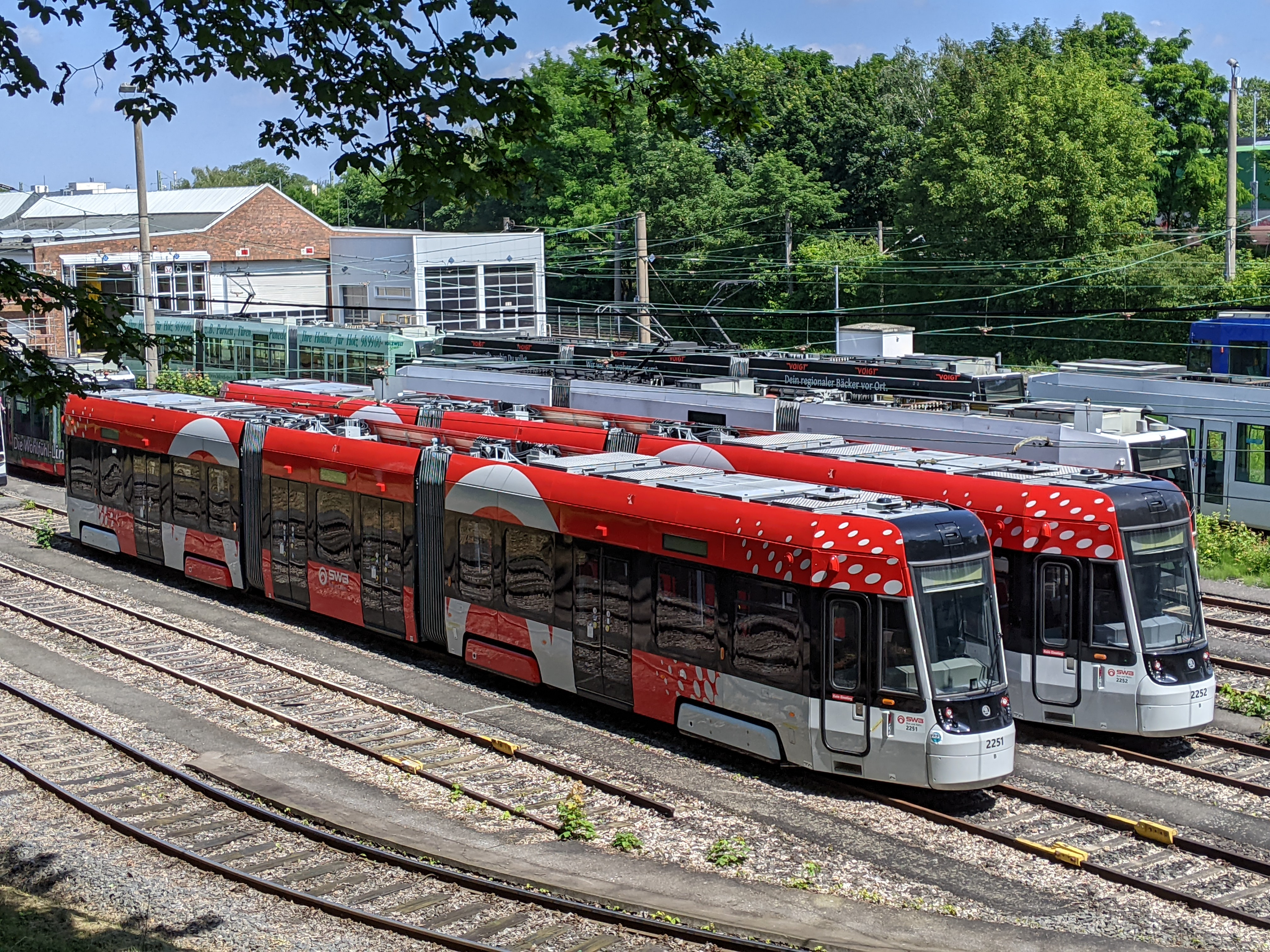
ボン市電

2019年12月、シュコダはドイツ・ボンの路面電車（ボン市電）向けの車両として、シュタットベルケ・ボンとの間に26編成＋オプション契約分12編成のフォアシティ・スマートの導入やメンテナンスに関する契約を交わした。編成は全長30.6 mの両運転台式3車体連接車、定員は180人、台車は全軸駆動で編成出力は800 kwとなる予定で、車内は冷暖房双方に対応した空調が備わり、wi-fiも使用可能である。製造が2022年8月から始まっており、1994年から使用されていた部分超低床電車であるR1.1形・全24編成を置き換える事になっている。また、これらの車両には41Tという形式名が付けられる。

## ブルノ

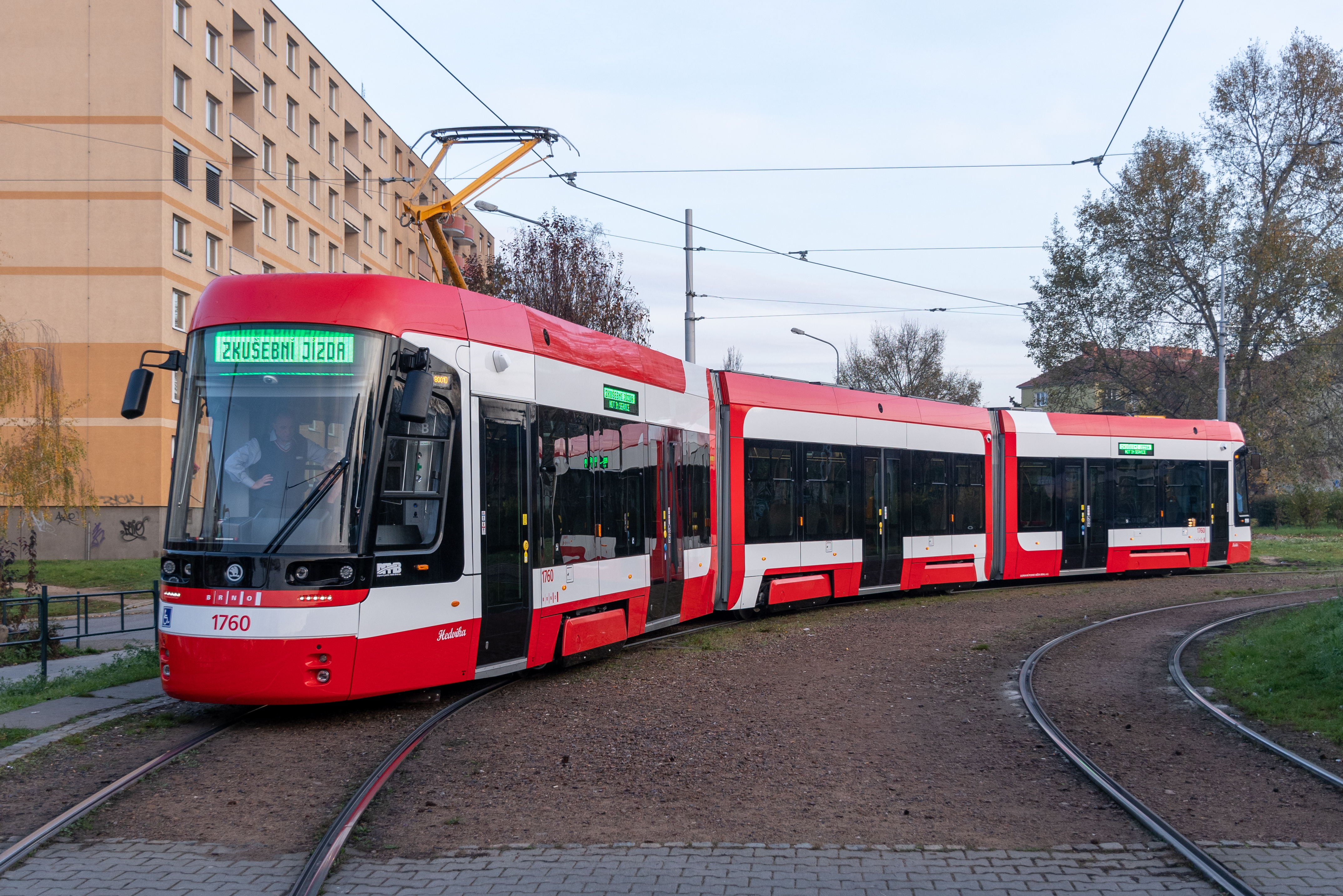
ブルノ市電

2021年2月、チェコのブルノ市電を運営するブルノ市交通会社はシュコダ・トランスポーテーションとの間にフォアシティ・スマートの1車種である45Tを導入する契約を交わした。既存の旧型車両の置き換えおよび一部区間の延伸に伴う車両増備を目的としたもので、全長31 m、定員233人（乗客密度5人/m2）、出力560 kwの超低床電車である。契約上、2023年までに5両が導入される予定となっている。

## 関連項目

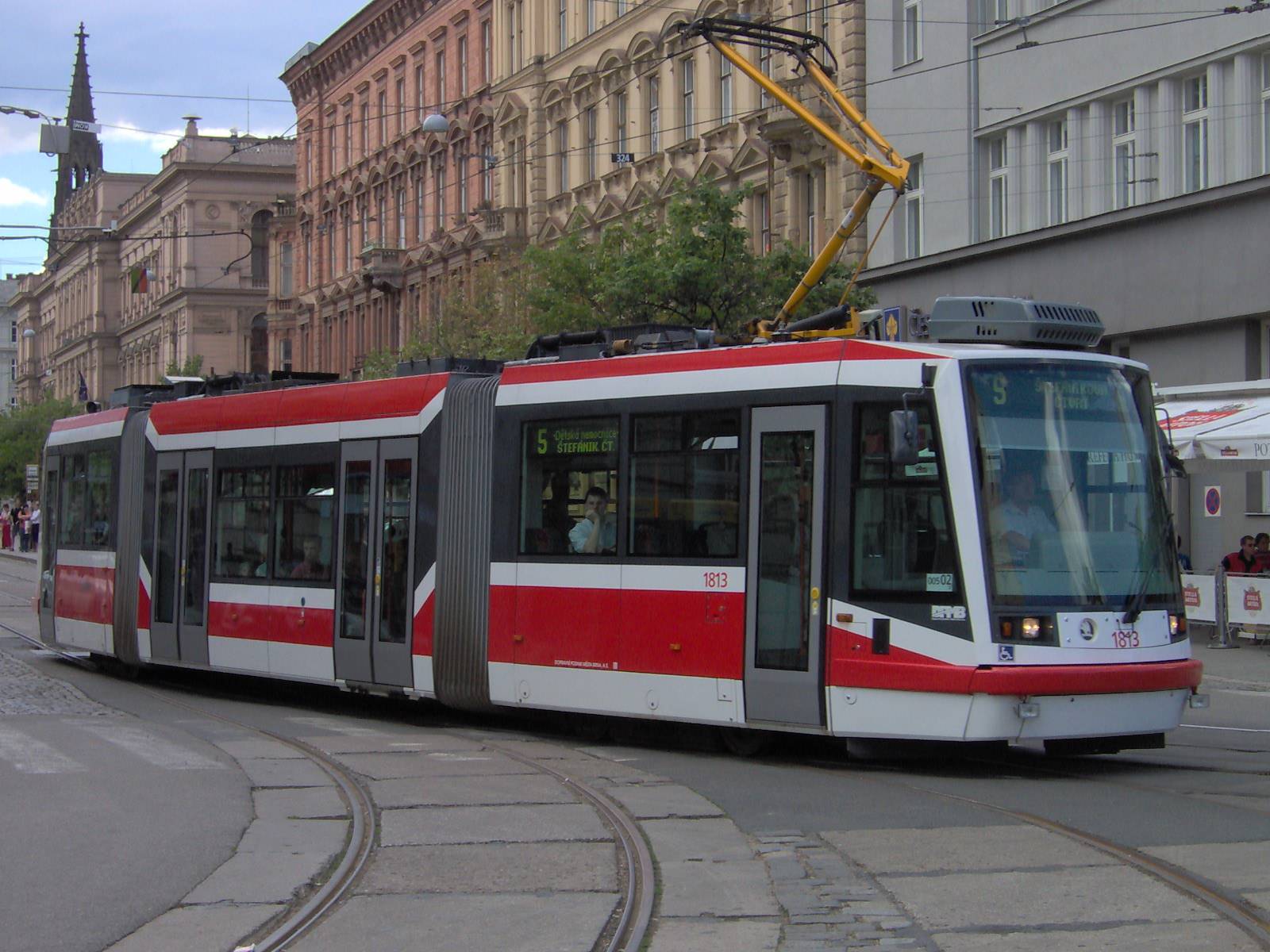
アストラ
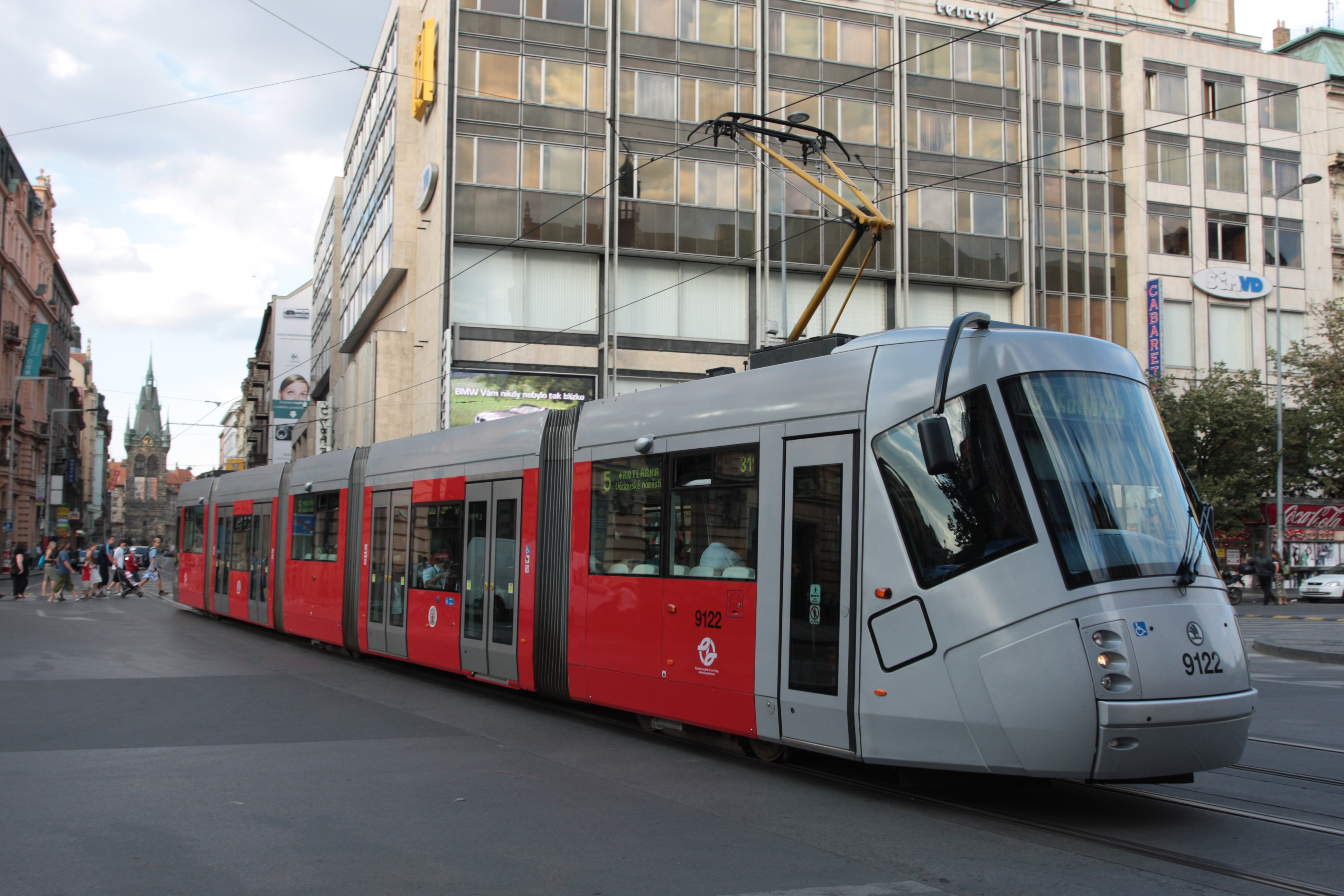
エレクトラ
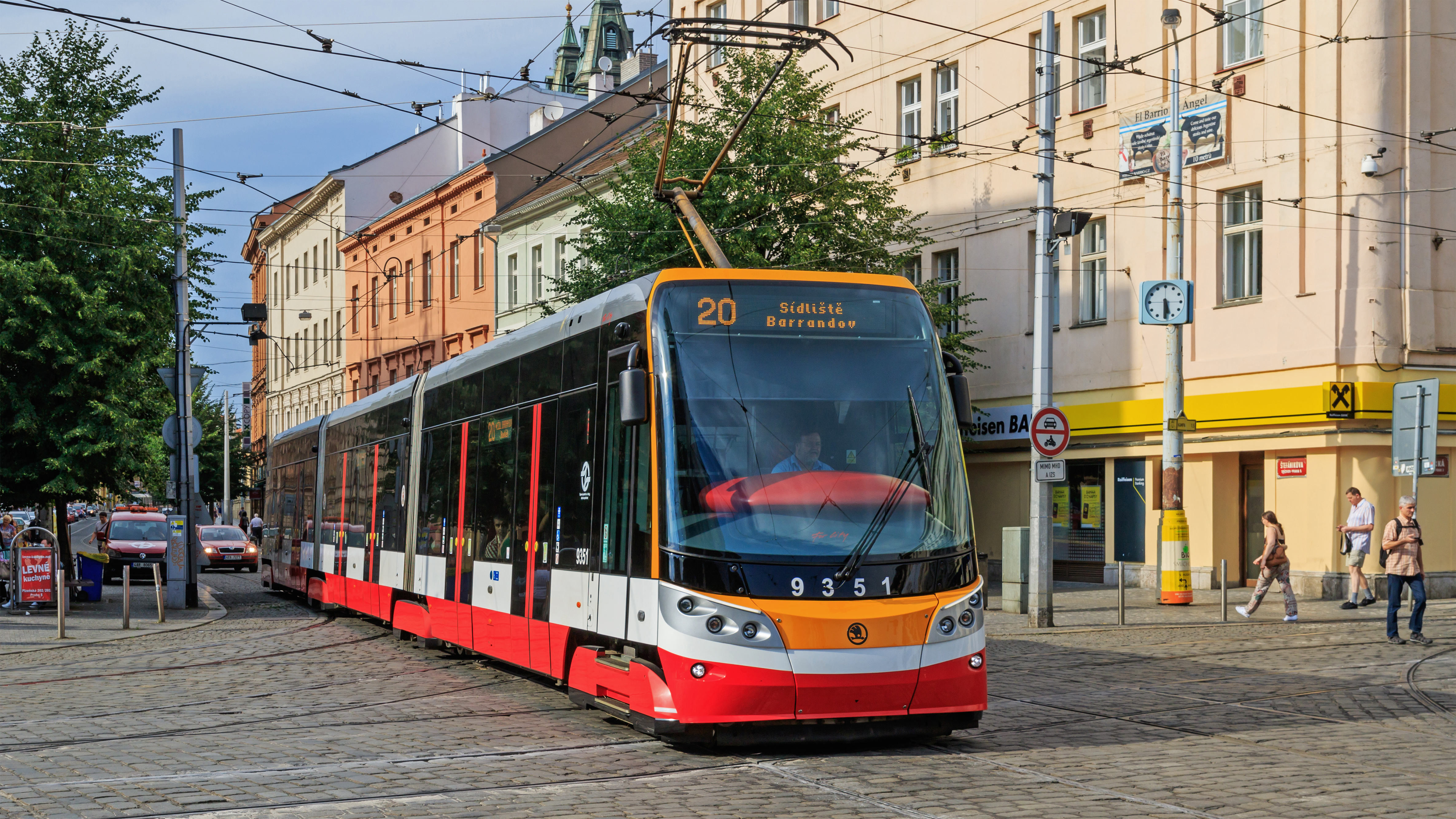
フォアシティ・アルファ
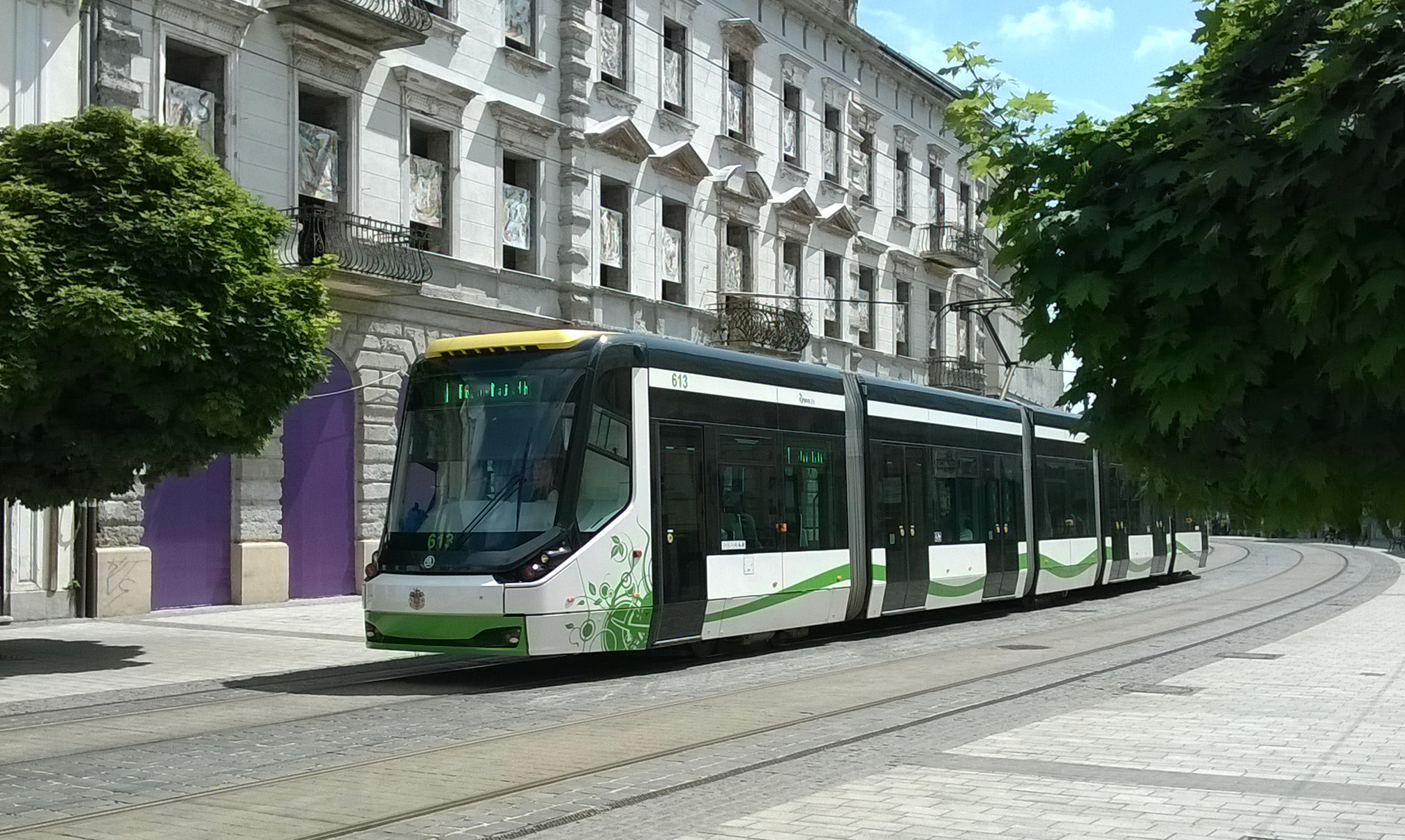
フォアシティ・クラシック
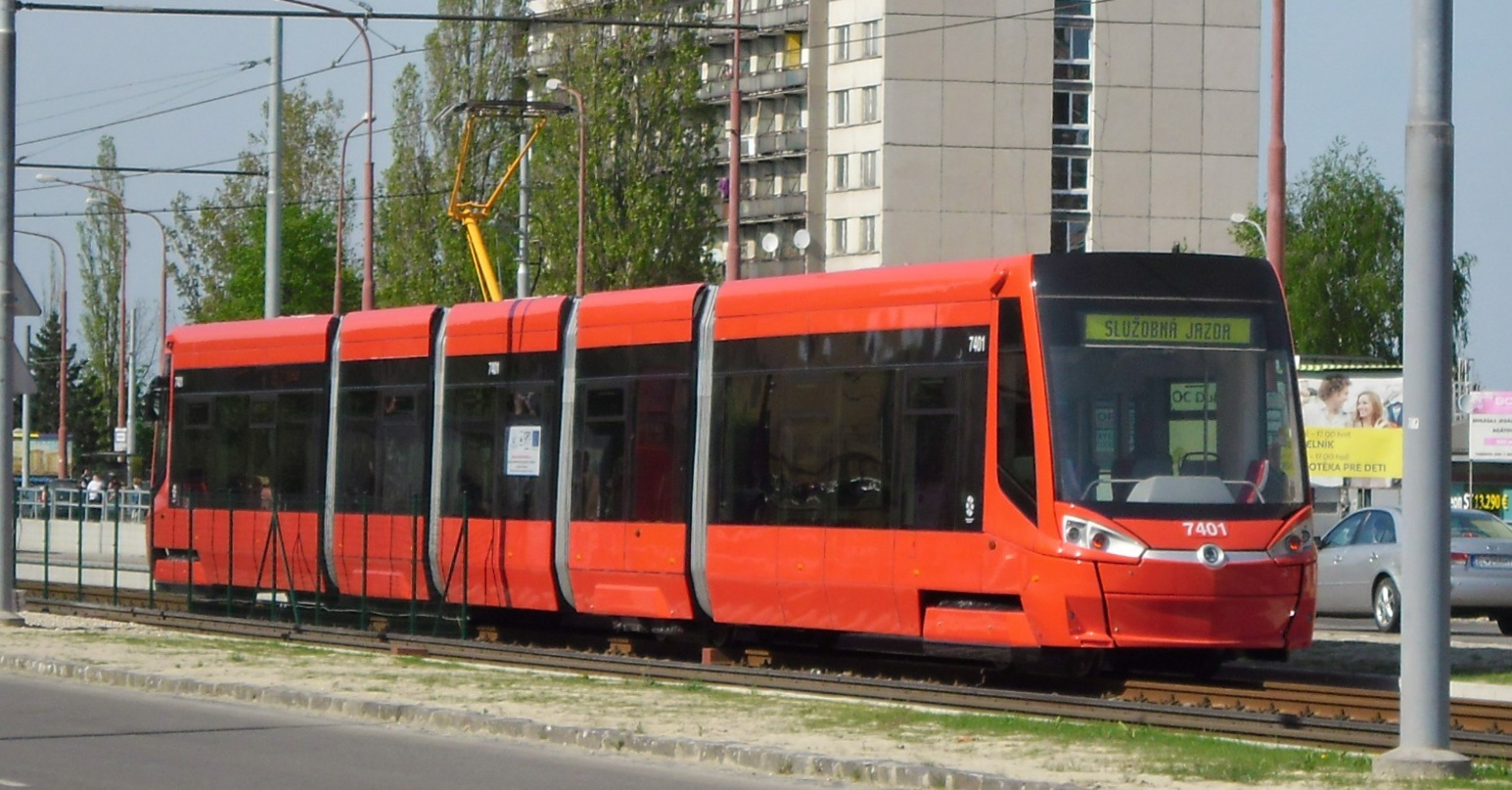
フォアシティ・プラス

## カッセル
2023年7月、シュコダ・トランスポーテーションはドイツの都市・カッセルの路面電車（カッセル市電）の運営事業者と契約を交わし、22両＋オプション18両分の新型超低床電車を製造する事となった。50Tという形式名が与えられる全長30 mの3車体連接車には付随車が連結可能なよう連結器が搭載される事になっている他、シュコダが開発した衝突防止システムも搭載される。また、2023年時点で製造が確定した22両については車体両側に乗降扉を有する両運転台車両として製造される事になっているが、発注先の要望により、オプション分の車両については片運転台車両として製造する事も顔脳となっている。2026年から納入が実施され、2027年以降営業運転が始まる事になっており、既存の旧型超低床電車が置き換えられる。

## マインツ
2025年5月、ドイツの都市・マインツ市が全株を所有するマインツ・シュタットウェルケはシュコダ・トランスポーテーションと契約を交わし、同都市の路面電車（マインツ市電）向けに22両のフォアシティ・スマートを導入する旨を発表した。これは、長期に渡って運用されていた旧型電車の置き換えや今後の延伸を見据えた輸送力増強を目的としたもので、全長43.5 m、総定員数258人（着席定員96人）の5車体連接車が製造される。導入は2028年から2030年にかけて実施される。